# Chloe Vevrier
Chloe Vevrier (de son vrai nom Andrea Irena Fischer), née le 18 septembre 1968 à Berlin (Allemagne), est un modèle de charme, un modèle érotique, une actrice pornographique et une masseuse professionnelle allemande. Elle est notamment connue pour son tour de poitrine imposant, du 85 K pour 1,60m.

## Biographie
D'origine française et tchécoslovaque par ses parents, elle a commencé en improvisant des spectacles burlesque dans le métro, ses activités étant considérées comme perverses et amorales par le gouvernement est-allemand. Elle entre dans l'industrie du porno en 1993, après le chute du Mur, essentiellement dans des films lesbiens, ne tournant sa première scène hétérosexuelle qu'en 1999. Elle a pris sa retraite en 2010 après avoir tourné dans 38 films.

## Filmographie
- Hirsute Lovers 3 (1991)
- Hirsute Lovers 2 (1992)
- Big Busty 49 (1992)
- The Chloe Story (1994)
- Score Busty Covergirls Vol. 7: Honey Moons & Chloe Vevrier (1994)
- On Location in the Bahamas (1994)
- Girls Around the World 22: Crystal Topps and Friends (1994)
- Boob Cruise '94 (1994)
- Boob Cruise '95 (1995)
- Tit to Tit 4 (1996)
- On Location: Japan (1996)
- Double D Dolls 6 (1996)
- Busty Centerfolds 2 (1996)
- Busty Bangkok Bangers (1996)
- On location in Fantasy Island (1997)
- Chloe's Busty Conquests (1997)
- Boob Cruise '97 (1997)
- Ben Dover Does the Boob Cruise (1997)
- Ultimate Chloe (1999)
- Ultimate Cloe Encore (2000)
- Bosom Buddies 2 (2000)
- Bosom Buddies 3 (2001)
- A Date with Seduction (2001)
- Ultimate Susie Wilden (2002)
- Bosom Buddies 5 (2002)
- Natural Needs (2004)
- Amorous Ambitious (2006)
- Stash (2007)
- Villa Vevrier (2011)